# W Cassiopeiae
W Cassiopeiae är en pulserande variabel av Mira Ceti-typ i stjärnbilden Cassiopeja. 
Stjärnan varierar mellan magnitud +7,8 och 12,5 med en period av 405,57 dygn.